# Groß Klein
Groß Klein ist ein Ortsteil im Nordwesten der Stadt Rostock (Mecklenburg-Vorpommern, Deutschland), der westlich an die Rostocker Ortsteile Lütten Klein und Lichtenhagen, südlich an den Ortsteil Schmarl, nördlich an den Ortsteil Seebad Warnemünde und im Osten an die Unterwarnow grenzt. Zwischen Groß Klein und Schmarl liegt das Gelände der ehemaligen Internationalen Gartenbauausstellung 2003, der heutige IGA-Park.

## Geschichte

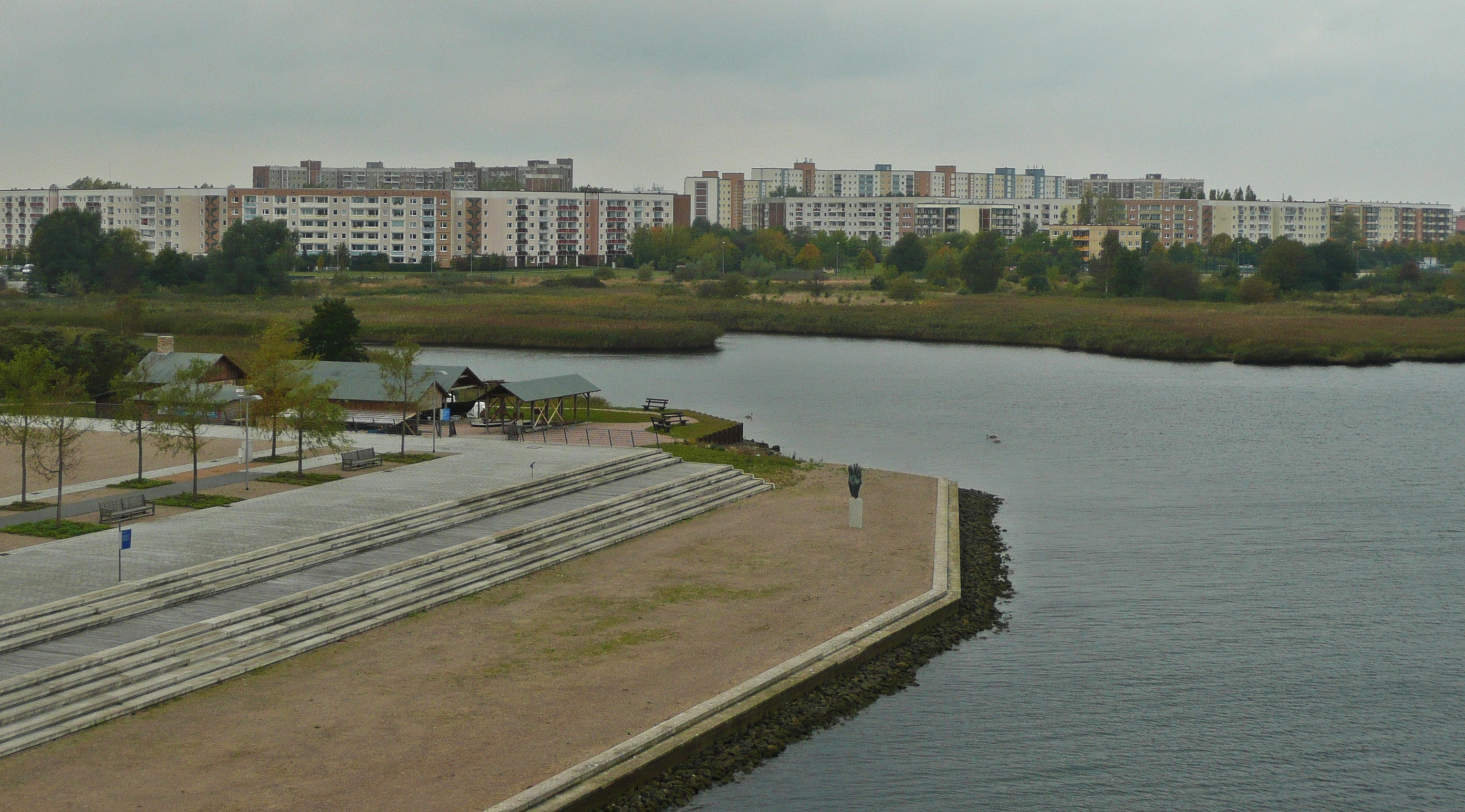
Blick vom Traditionsschiff Typ Frieden auf den Ortsteil

### Namensbedeutung
Der heutige Ortsteil „Groß Klein“ wird erstmals 1364 als „dudesche klene“ urkundlich erwähnt, was so viel wie „deutscher Ahornort“ bedeutet. Der Ursprung der Namensgebung für „Groß Klein“ und dem Nachbarortsteil Lütten Klein stammt noch aus der Zeit, als Wenden und Germanen hier gemeinsam, aber in getrennten Siedlungen, lebten. Dementsprechend hieß das heutige „Lütten Klein“ zu der Zeit „wendeske klene“ (wendischer Ahornort), was 1345 erstmals urkundlich erwähnt wurde.

### 18. Jahrhundert bis Ende des Zweiten Weltkrieges
Das 19. und frühe 20. Jahrhundert lösten Groß Klein allmählich aus seiner Randlage. Zwar profitierte das Dorf nur marginal von der Eisenbahn Rostock–Warnemünde (keine eigene Station), dennoch fiel in diese Zeit die Verbesserung der Wegeverhältnisse (Bau von Chausseen in Mecklenburg) und damit eine Verkürzung der Wegezeiten nach Rostock und Warnemünde. Bereits 1911 wurde Groß Klein an das Stromnetz angeschlossen, das war recht früh im Vergleich zu anderen Teilen Mecklenburgs.
Vom alten Dorf Groß Klein existieren bis heute eine Reihe von Gebäuden, darunter auch Scheunen und reetgedeckte niederdeutsche Hallenhäuser, die jahrhundertelang die bäuerliche Architektur auch im Küstengebiet der Ostsee dominierten.
Vor dem Zweiten Weltkrieg war im Bereich des heutigen Wohngebietes die Anlage eines Güterbahnhofes für Warnemünde und die dort ansässige Flugzeugindustrie geplant.
Der am 8. März 1934 eingemeindete Ort war ursprünglich ein Bootsbauerdorf. Daran erinnern noch heute einige Straßennamen, die von Schiffbauberufen hergeleitet sind. 1937/38 eröffnete Arado in Groß Klein eine Fliegertechnische Vorschule, die im Zweiten Weltkrieg auch als Lazarett diente. Heute ist in dem Gebäude eine Pflegeeinrichtung untergebracht.
Westlich des Dorfes entstand 1942 die Stalingrad-Siedlung für Beschäftigte der Rüstungsbetriebe in Warnemünde. Nach dem Zweiten Weltkrieg erhielt sie den Namen Groß Klein Siedlung. Mit der Entstehung des Neubaugebiets Lichtenhagen wurde die Siedlung von Plattenbauten umschlossen und bildet heute die Grabower Straße im Ortsteil Lichtenhagen.
Trotz der nahegelegenen Arado-Flugzeugwerke, die sich etwa auf dem Gelände der heutigen Warnowwerft befanden, blieb das Dorf von Bomben verschont.

### Zeit der DDR
Der am gegenüberliegenden Ufer der Warnow am Breitling entstandene Hafen führte auch in Groß Klein zu Veränderungen. 1978 eröffnete im Norden Groß Kleins am Warnowufer der Neubau der Feuerwache See der Berufsfeuerwehr Rostock. Dort ist das Feuerlöschboot Albert Wegener stationiert, das bei Havarien von Schiffen oder im Hafen zum Einsatz kommt. Die vorherrschende Hauptwindrichtung liegt bei der Anfahrt zum Hafen im Rücken der Einsatzkräfte.
Bereits zur Zeit der DDR entstanden zwischen dem alten Dorf und dem Plattenbauviertel eine Eigenheimsiedlung im Bungalowstil sowie einige Kleingärten nahe der Warnow.

#### 1979–1983 Plattenbau

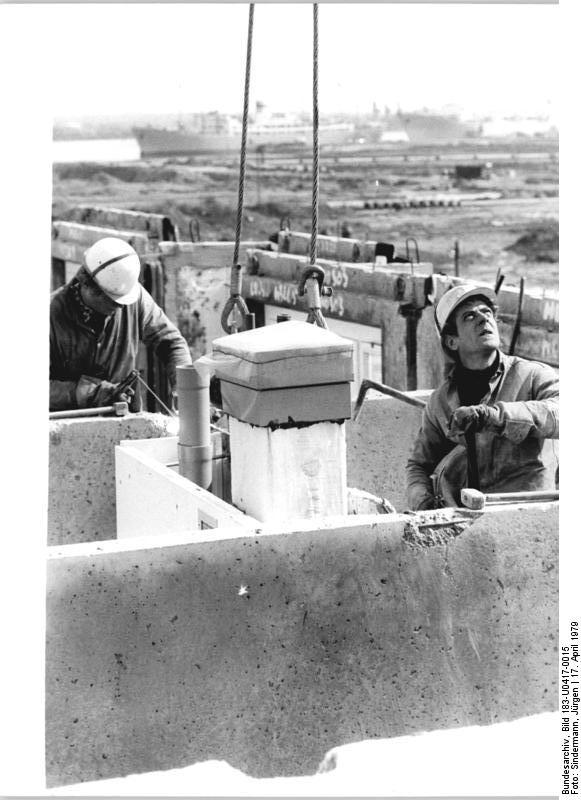
Plattenbau in Groß Klein 1979

Am 21. März 1979 wurde "Im Neubaugebiet Groß Klein ... die erste Platte gesetzt" Bis 1983 entstand als letztes von fünf Wohngebieten im Rostocker Nordwesten im Zuge des Wohnungsbauprogramms der DDR die Großwohnsiedlung Groß Klein in Plattenbauweise mit 8.200 Wohnungen für rund 21.000 Menschen. Beginnend im Kernbereich bis 1983 wurden später südlich das Wohngebiet Dänenberg und nördlich das sogenannte Quartier IV gebaut.
Das Plattenbaugebiet Groß Klein weist Ähnlichkeiten mit den zuvor entstandenen Ortsteilen Lichtenhagen und Schmarl auf, zugleich wurden hier wie auch am gleichzeitig gebauten "Platz der Freundschaft" (Südstadt) letztmals Hochhäuser errichtet (9–11 Etagen). Auch in Groß Klein entstanden lange Blocks. Charakteristisch ist hier, dass diese jeweils im 135°-Winkel abknicken und auf diese Weise Halb- oder Dreiviertelringe bilden, die relativ windgeschützt gegen den häufig starken Wind sind. Insgesamt war das Wohngebiet jedoch spartanischer ausgestattet als die zuvor errichteten neuen Ortsteile, allerdings waren die Fensterflächen noch größer als bei den nachfolgend gebauten Wohnkomplexen. Die Verwendung von braunroten Keramikplatten zur Gestaltung der Fassadenelemente erinnert in den Rostocker Plattenbaugebieten an die norddeutsche Backsteintradition und ist ein architektonisches Charakteristikum des Rostocker industriellen Wohnungsbaus.
Ergänzend zu den Wohnungen war eine Zentrumsbebauung mit einer Fußgängerzone geplant, die als Klammer zwischen dem nördlichen und südlichen Teil beiderseits der vierspurigen Verbindungsstraße (hierzu vgl. Abschnitt "Verkehr") nach Lichtenhagen und unter dieser hindurch fungiert hätte. Hier wären wichtige Versorgungs- und Freizeiteinrichtungen angeordnet worden. Abgehend von diesem Fußgängerbereich war ein Fußgängertunnel unter der S-Bahn (mit Aufgang zum Bahnsteig) und Stadtautobahn hindurch geplant, der die Barrierewirkung beider Verkehrsachsen gemindert hätte. Auf all das wurde letztlich verzichtet, so dass die Plattenbausiedlung nur eine Schlafstadt wurde. "Die soziokulturelle Infrastruktur (...) bestand neben sieben Schulen (68. bis 74. POS) und einer zentralen Schülerspeisung, acht Kitas, drei Kaufhallen sowie der Grundversorgung durch Ärzte aus zwei kleinen Jugendklubs, einer Gaststätte und einer Handvoll Dienstleistungseinrichtungen".
Die städtebaulich interessante Uferlage an der hier mehrere hundert Meter breiten Unterwarnow mit dem Hafen auf der gegenüberliegenden Seite wurde nicht in die Planung und Gestaltung des Wohngebietes einbezogen, die entsprechenden Flächen liegen bis heute großteils brach. Allerdings ergeben sich aus den oberen Stockwerken der östlichen Randbebauung attraktive Ausblicke auf große Wasserflächen und den Schiffsverkehr.

### Nach der Wiedervereinigung

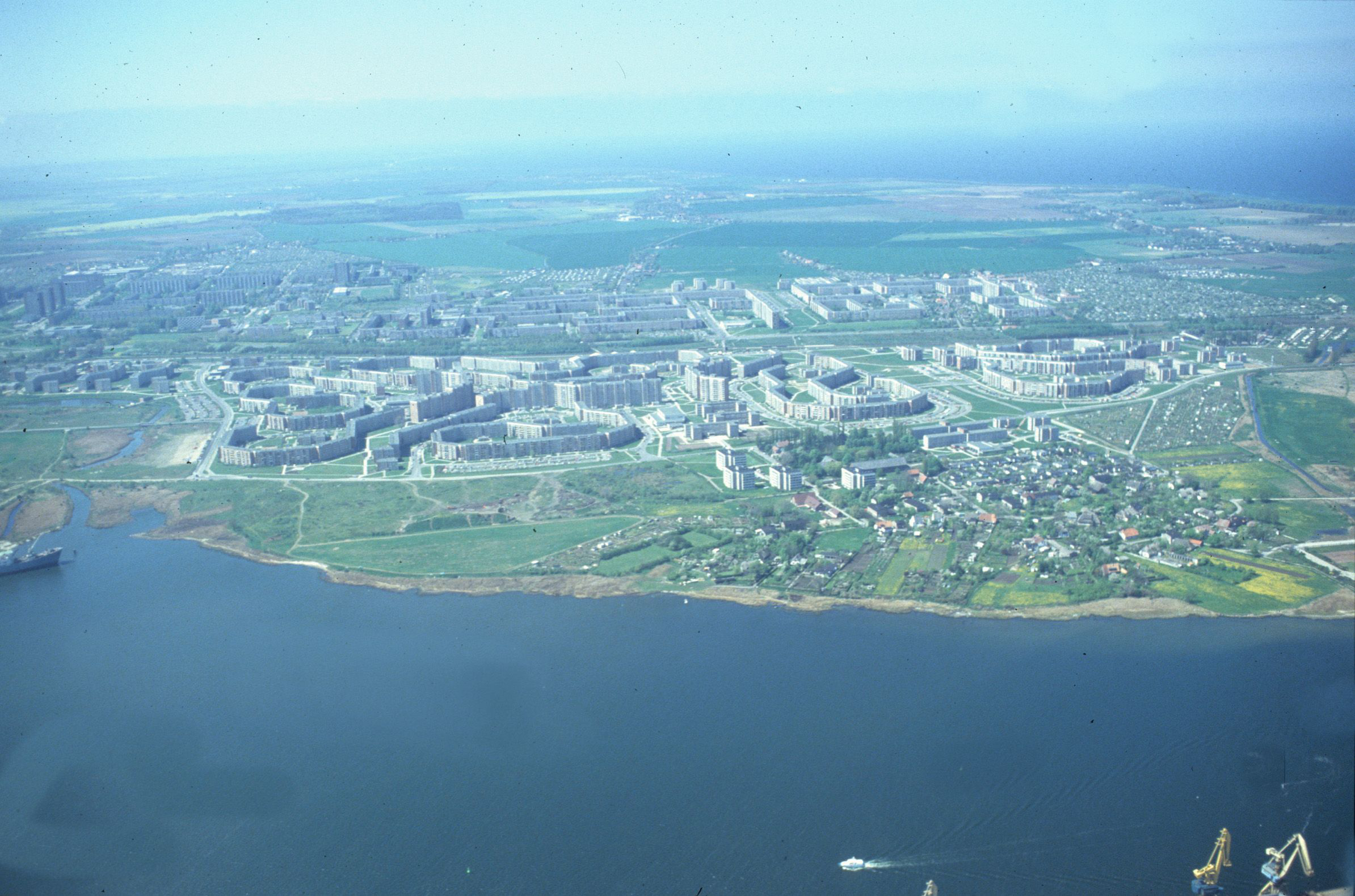
Groß Klein im Jahr 1991, im Vordergrund das alte Dorf

Die neuen wirtschaftlichen Möglichkeiten nach der Wende boten für die Rostocker Einwohner zahlreiche Alternativen zum Wohnen im Plattenbau.
Wegen des zur Zeit der Wende noch guten Bauzustands begann in Groß Klein die städtebauliche Sanierung erst 1999, als bereits viele Bewohner das Wohngebiet verlassen hatten. Leerstände von Wohnungen führten zu teilweisem Rückbau im Zuge der Sanierungsarbeiten durch die Förderprogramme Stadtumbau Ost und Die Soziale Stadt, in deren Ergebnis der Wohnungsbestand saniert und das Wohnumfeld verbessert wurden. Die Siedlungsdichte ist geringer als zu Zeiten der DDR.
Die Sanierung erfolgte mit unterschiedlichem Aufwand wie einer Nachrüstung mit Aufzügen oder mit zusätzlichen Balkonen. Dabei wurden die Gebäude mit intensiven Farben gestaltet, so dass der ursprüngliche, strenge, aber auch monotone Anblick verlorenging. Mit dem Likedeelerhof entstand eine neue Wohnanlage und in jüngster Zeit (2016) ist eine weitere Neubebauung geplant.
In Bereich des alten Dorfes wurden zahlreiche neue Einzel- und Doppelhäuser errichtet, die zwar keinen Bezug zur historischen Bausubstanz aufweisen, jedoch den dörflichen Charakter in gewisser Weise bewahren.

### Einwohnerentwicklung
| Datum             | Einwohner |
| ----------------- | --------- |
| 31. Dezember 1992 | 22.278    |
| 31. Dezember 2000 | 13.487    |
| 31. Dezember 2016 | 13.383    |

Angaben aus dem Einwohnermelderegister und dem Stadtbereichsatlas.

## Verkehr

### Straße
Konzipiert war eine großzügige Verkehrserschließung mit kreuzungsfreier Anbindung an die Stadtautobahn. Hierzu sollte eine vierspurige Ost-West-Straße die (heutige) Mecklenburger Allee mit der Groß Kleiner Allee verbinden. Noch Anfang der 1990er Jahre war diese Straße, die in westlicher Richtung bis Elmenhorst führen sollte, Bestandteil der Verkehrsplanung. Die dafür freigehaltenen Flächen sind noch heute erkennbar. Des Weiteren wurden auch Parkhäuser geplant, die zwischen der Wohnbebauung und der S-Bahn-Strecke angeordnet werden sollten. Darüber hinaus war die vierspurige Verbindung von Werftallee und dem Schmarler Damm geplant. Die wirtschaftlichen Möglichkeiten und der politische Druck zum rationellen Bauen ließen eine Umsetzung dieser Planung nicht zu. Tatsächlich gebaut wurden nur Rudimente der Straßenplanung.
Bis zum Ortskern von Warnemünde besteht eine geringe Entfernung von nur etwa 2 bis 3 km, so dass der Strand von Warnemünde als Naherholungsgebiet mit Fahrrad oder Pkw schnell zu erreichen ist.

### Öffentlicher Nahverkehr
Die ehemalige Trasse der Bahnstrecke Rostock Hbf–Warnemünde führte über das Gebiet des heutigen Groß Klein und wurde von diesem Ortsteil vollständig überbaut. Dagegen wurde 1974 eine vollständig neu trassierte S-Bahn-Strecke eröffnet. Für Groß Klein besteht seitdem eine Zugangsmöglichkeit am S-Bahnhof Lichtenhagen, der somit bereits vor Baubeginn zur Verfügung stand. Von größeren Teilen des neuen Ortsteils war der S-Bahnhof nur mit längeren Fußwegen (> 1 km) zu erreichen, ein ursprünglich geplanter, zweiter S-Bahnhof wurde nicht gebaut. Daher war eine ergänzende Buserschließung erforderlich. Trotz eines dichten Taktes blieben, besonders im Nordteil Groß Kleins, lange Fußwege erhalten. Erst mit einer nach der Wende erfolgten Verlängerung und Verbesserung der Linienführung (u. a. Anschluss an den S-Bahnhof Lichtenhagen) bestehen heute relativ bequeme Fahrmöglichkeiten.

## Wirtschaft
Groß Klein ist als reines Wohngebiet kein nennenswerter Wirtschaftsstandort, allerdings grenzt der Industriestandort Warnemünde (Werften, Dieselmotorenwerk) im Norden unmittelbar an. Nach der Wende entstanden zunächst provisorische neue Verkaufsflächen in Zelten. Am 11. November 1994 erfolgte die Eröffnung der Ladengalerie Klenow-Tor. Einige hinzugekommene Supermärkte, Imbiss-Lokale, Sparkassenfiliale, Apotheken, Arztpraxen und eine Tankstelle vervollständigen die Nahversorgung. Weiterhin existiert eine kommerzielle Bildungseinrichtung.

## Soziales und Religion
Das Pflegeheim Groß Klein wurde seit der Wende deutlich vergrößert. Es existieren ein Seniorenclub, seit 2005 ein Stadtteil- und Begegnungszentrum („Börgerhus“) und eine Filiale der Stadtbibliothek. Im Ortsteil befindet sich die 1860 gegründete Freiwillige Feuerwehr.
Ab 1985 war die evangelisch-lutherische Kirche mit einem Kirchenwagen (Bauwagen) vertreten. Den Kirchgemeinden Schmarl und Groß Klein, der heutigen Ufergemeinde, gelang es, einen der wenigen evangelischen Kirchenneubauten in der DDR zu errichten. Das Gemeindehaus Brücke entstand bis 1988 mit westdeutschen Spendengeldern und Materialien, auch der Partnergemeinde in Bad Salzuflen.

## Persönlichkeiten
Der Schriftsteller Fritz Meyer-Scharffenberg wohnte bis zu seinem Tod im Jahr 1975 in Groß Klein. Ihm zu Ehren wurde eine Straße im Ortsteil Fritz-Meyer-Scharffenberg-Weg genannt. Der Rapper Marten Laciny, bekannt als Marteria und Marsimoto, wuchs in Groß Klein auf.

## Denkmale
- In der Straße „Groten Enn“ im Dorf Groß Klein befindet sich mit einer erhaltenen Querbüdnerei ein Baudenkmal der Hansestadt Rostock. Der Begriff „Büdner“ stammt von „Bude“.[5] Die Büdner betrieben nur kleine Landwirtschaften und arbeiteten in anderen Berufen. Querbüdnereien sind somit Denkmale nicht nur der Bau-, sondern auch der Wirtschaftsgeschichte, für die Region typisch und zeugen von Veränderungen in der Landwirtschaft um 1850.[5]
- Die ehemalige Fliegertechnische Vorschule der Aradowerke ist ebenfalls auf der Denkmalliste Rostocks und erinnert auch an die einst bedeutende Flugzeug-(Rüstungs-)industrie.
- Im Dorf Groß Klein befindet sich ein Denkmal für die Gefallenen des Ersten Weltkrieges.

## Bemerkenswertes
- Der Nordrand von Groß Klein ist bei Sturmhochwasser der Ostsee überflutungsgefährdet.[21] Das Areal war bis ins 18. Jahrhundert noch Teil der Sumpflandschaft der Warnowmündung mit zahlreichen kleinen Wasserläufen und offenen Wasserflächen.[21] Davon zeugt noch heute der Laakkanal mit seinen teichartigen Erweiterungen.